# Mohammad Fazel Lankarani
Mohammad Fazel Lankarani (1931 - 16 juin 2007) était un  ayatollah iranien et l'élève de Hossein Tabatabai Borujerdi. Il était l'enfant d'une mère perse et d'un père azerbaïdjanais.

## Biographie et activités de bureau
Lankarani est né à Qom, en Iran. Son père était un azerbaïdjanais -speaking originaire de l'Azerbaïdjan soviétique qui a étudié à Najaf et Qom et finalement installée dans ce dernier. Sa mère était une femme de descendance Sayed. Lankarani parlait couramment l'arabe, l'azéri, le persan et le russe.
Lankarani a reçu son ijtihad, la permission d'interprétation indépendante des sources juridiques (le Coran et la Sunna), de l'ayatollah Boroujerdi à l'âge de 25 ans. Il a dirigé la prière dans le haram de Bibi Masouma AS à Qom.
Le grand ayatollah Fazel Lankarani a été déclaré spécialiste le plus compétent dans le domaine du droit islamique (Marja al-taqlid) par l'école centrale chiite d'études religieuses de Qom, Hawza Ilmiyyah, après la mort de l'ayatollah Khomeini. Au moment de sa mort, il était l'un des sept grands ayatollahs en Iran. Sa Resalah, le livre comprenant son interprétation des lois islamiques sur différents sujets, est disponible en arabe, anglais, persan, turc et dans d'autres langues. Lankarani a enseigné dans les domaines de l'interprétation de la loi islamique (fiqh) et Usul al-fiqh pendant les 25 dernières années de sa vie.
Fazel Lankarani était un fervent partisan de l'ayatollah Khomeini, ayant été emprisonné plusieurs fois et exilé une fois avant la révolution iranienne. Après la révolution iranienne, il était membre de l'Assemblée des experts, le principal organisme religieux iranien.
Comme ses conditions de santé se sont détériorées, il a déménagé de la ville sainte de Qom à Téhéran, puis à Londres pour recevoir des soins médicaux, puis le vendredi 15 juin 2007, il a déménagé à Qom où il est décédé le lendemain.

## Vues et fatwas
Politiquement, Lankarani a suivi les traditions de la République islamique en critiquant la corruption occidentale dans le monde islamique.
Fazel Lankarani a soutenu la Fatwa de l'ayatollah Khomeini appelant à la mort de Salman Rushdie après la publication des Versets sataniques en 1989 et a appelé les musulmans à tuer cet auteur. Il (avec quelques autres hauts dignitaires religieux) a continué à considérer le meurtre de Rushdie comme un "devoir" pour tous les musulmans, bien que le gouvernement iranien lui-même ait cessé de le faire dans un compromis de 1998 avec le gouvernement britannique. En 1998, Lankarani a appelé le gouvernement iranien à faire "tout son possible" pour protéger les chiites en Afghanistan, alors menacé par les talibans.
Lankarani a également publié une fatwa appelant à la mort d'un autre auteur, Rafiq Tağı, un écrivain azéri, et du rédacteur en chef de Tagi, Samir Sədaqətoğlu, accusés de critiquer l'islam. Les écrits de Tagi ont déclenché des manifestations récentes devant l'ambassade d'Azerbaïdjan à Téhéran. Selon la loi iranienne et islamique, ces peines ne sont applicables que si une personne pénètre librement et volontairement en Iran et se soumet aux autorités[réf. nécessaire]. Peut-être en lien avec la fatwa Rafiq Tağı est décédé dans un hôpital de Bakou le 19 novembre 2011, après avoir été poignardé au couteau sept fois en public.
Lankarani croyait fermement à la séparation des sexes et s'est opposé à la déclaration du président Ahmadinejad selon laquelle les femmes ont le droit d'assister aux matchs de football dans les stades malgré le fait qu'elles verraient des joueurs de football masculins. Il a « notoirement refusé pendant des semaines » de rencontrer le président Ahmadinejad au début de 2007 après que le président eut tenté d'ouvrir des événements de football aux femmes. Lankarani était également fermement opposé à ce que l'Iran rejoigne la CEDAW . Lorsque le parlement (les Majles iraniens) allait débattre de la signature et de la ratification de la CEDAW, il a annoncé que rejoindre la CEDAW et progresser vers l'égalité des sexes iraient à l'encontre des valeurs islamiques.
Il est l'un des signataires ouléma du Message d'Amman, qui donne une large base pour définir l'orthodoxie musulmane.

## Voir également
- Rouhollah Khomeini
- Seyyed Hossein Tabatabai Borujerdi
- révolution iranienne
- Qom